# سيدني جون كاي
سيدني جون كاي (بالإنجليزية: Sydney John Kay)‏ هو ملحن أسترالي، ولد في 3 نوفمبر 1906، وتوفي في 24 مايو 1970.

## وصلات خارجية
- سيدني جون كاي على موقع IMDb (الإنجليزية)
- سيدني جون كاي على موقع قاعدة بيانات الفيلم (الإنجليزية)